# Nàng men chàng bóng
Nàng men chàng bóng là một bộ phim điện ảnh hài hành động năm 2012 do HK Film và Công ty Toàn Việt đồng sản xuất, Võ Tấn Bình đạo diễn. Phim có sự tham gia diễn xuất của Đinh Ngọc Diệp, Ngô Kiến Huy, Kim Hiền, với nội dung xoay quanh màn giải cứu từ một cô nàng tomboy cho anh chàng "bóng" để thoát khỏi cuộc hôn nhân sắp đặt bởi bố mẹ và đến với tình yêu đích thực của mình.
Là tác phẩm duy nhất ra rạp vào dịp Quốc khánh, tại thời điểm công chiếu, bộ phim đã nhận phải nhiều chỉ trích của dư luận vì lạm dụng tình tiết hài hước, cùng với đó là việc phim chứa đựng một thông điệp về cộng đồng người LGBT lệch lạc, gây nên những phản ứng gay gắt cho khán giả. Nhiều người đã gọi đây là "thảm họa" điện ảnh Việt, nặng hơn thì là "đỉnh" của "thảm họa phim Việt"; phim sau đó cũng nằm trong số "5 "Mâm xôi vàng" của phim Việt 2012". Dù vậy, Nàng men chàng bóng vẫn được ghi nhận khi sớm lập kỷ lục về mặt doanh thu trong số các bộ phim nội địa khác và tiếp tục trụ rạp một thời gian dài, bất chấp lời nhận xét tiêu cực từ người xem.

## Nội dung
Út Chót là cô gái mang trong mình chất "men", vang danh khắp thị trấn bởi bản lĩnh nam tính cùng võ nghệ cao cường, luôn ước mơ trở thành anh hùng cứu thế. Cũng vì vậy mà mọi rắc rối từ giải quyết các vụ ngoại tình, cờ bạc, trả thù,... đều được cô xử lý gọn đẹp. Nhưng những biểu hiện của Út Chót ngày càng khiến bà và cha cô lo lắng vì sợ cô sẽ sớm "biến" thành đàn ông. Sau khi "sưu tập" được 99 phi vụ lớn nhỏ, Út Chót đã đặt kỳ vọng vào phi vụ thứ 100 của mình, rằng đây sẽ là chiến tích oanh liệt nhất. Tuy nhiên, nhiệm vụ lần này của cô lại là giải cứu cậu trai "bóng" Ẽo Ợt khỏi đám cưới với Út Hường do cha mẹ sắp đặt và tác hợp anh cùng người yêu trong mơ tên Hùng. Tưởng chừng như đây là một nhiệm vụ bất khả thi, Út Chót vẫn nhận giúp và dồn quyết tâm hoàn toàn vào công chuyện, bất chấp cả việc phải làm náo loạn thị trấn sông nước vốn yên bình. Thế nhưng, trong cuộc phiêu lưu này, Út Chót vô tình phát hiện ra những bí mật mà cô không ngờ tới về Ẽo Ợt, và rồi chỉ bằng một cái ôm, hai người đã "tráo đổi" tính cách cho nhau, dần trở nên cảm mến đối phương từ lúc nào không hay.

## Diễn viên
- Đinh Ngọc Diệp vai Út Chót
- Ngô Kiến Huy vai Ẽo Ợt
- Kim Hiền vai Út Hường
- Tấn Beo vai Bố Út Chót
- Thanh Thủy vai Mẹ Út Chót
- NSƯT Việt Anh vai Bố Ẽo Ợt
- Cát Phượng vai Mẹ Ẽo Ợt
- Đức Tiến vai Hùng

## Sản xuất
Bộ phim do Võ Tấn Bình biên kịch kiêm đạo diễn. Đây là dự án điện ảnh đầu tay của ông sau thành công ở lĩnh vực truyền hình với các tác phẩm Sống bên bờ vực, Mùa sen, Hương phù sa,... Đoàn phim đã có buổi ra mắt chính thức tại Thành phố Hồ Chí Minh vào ngày 14 tháng 6 năm 2012. Phim là sản phẩm hợp tác giữa HK Film và Công ty Toàn Việt. Galaxy Studio là đơn vị chịu trách nhiệm phát hành bộ phim. Phim được khởi quay từ ngày 20 tháng 6 năm 2012; quá trình ghi hình bộ phim chỉ diễn ra trong vòng một tháng, kết thúc sau đó vào cuối tháng 7. Không gian của phim được chọn tại vùng sông nước miền Tây, với các cảnh quay thực hiện chủ yếu ở Long Xuyên, Cần Thơ,... trong đó bối cảnh chủ đạo là các khu nhà bè nuôi cá, ca nô.
Hai diễn viên Đinh Ngọc Diệp và Ngô Kiến Huy được chọn vào hai vai chính của bộ phim, lần lượt là Út Chót và Ẽo Ợt. Nàng men chàng bóng đánh dấu lần đầu tiên Ngô Kiến Huy lấn sân sang lĩnh vực điện ảnh. Suốt quá trình quay phim, đoàn làm phim đã bất chấp thời tiết và điều kiện không gian để ghi hình liên tục từ 17 đến 18 tiếng mỗi ngày. Ngọc Diệp và Kiến Huy cũng gặp nhiều chấn thương và nguy hiểm trong quá trình làm phim, thậm chí từng suýt chết khi đóng phim. Để hóa trang trong bộ trang phục giả gái, Ngô Kiến Huy phải ngồi im gần hai tiếng đồng hồ để hóa trang, độn ngực; anh còn nhiều lần thực hiện cảnh quay tự tử trên cao và mắc ói vì bị chứng sợ độ cao.

## Phát hành
Nàng men chàng bóng được xem là bộ phim khép lại mùa hè năm 2012, đồng thời là phim điện ảnh duy nhất ra rạp trong dịp ngày Quốc Khánh. Tác phẩm đã khởi chiếu trên toàn quốc tại tất cả các rạp từ ngày 31 tháng 8 năm 2012. Trước đó phim cũng có buổi ra mắt cùng đoàn phim vào ngày 27 tháng 8 cùng năm tại cụm rạp Galaxy ở Nguyễn Du, Thành phố Hồ Chí Minh Tác phẩm sau đó đã nằm trong danh sách các bộ phim tham gia ứng cử tại Liên hoan phim Việt Nam lần thứ 18 năm 2013.

### Doanh thu phòng vé
Sau một tuần ra rạp, Nàng men chàng bóng đã thu về số tiền là 10 tỷ đồng, lập kỷ lục mới về mặt doanh thu trong số các bộ phim Việt khác. Tác phẩm vẫn tiếp tục trụ rạp sau gần ba tuần công chiếu, bất chấp những phản ứng tiêu cực từ khán giả sau khi xem xong phim.

## Tiếp nhận
Ngay từ giai đoạn đi vào sản xuất, bộ phim đã được nhiều người theo dõi và chờ đợi; tuy vậy, chỉ sau buổi chiếu ra mắt trước truyền thông, Nàng men chàng bóng nhanh chóng vấp phải vô số ý kiến phê bình từ giới báo chí và các nhà phê bình chuyên môn. Nhà báo kiêm nhà phê bình điện ảnh Lê Hồng Lâm trong một bài đăng trên Facebook về bộ phim đã bình luận rằng: "Với phim này thì không thể gọi là điện ảnh mà là một dạng tấu hài phường [...] tầng lớp bình dân bây giờ chắc họ cũng không chịu nổi những dạng phim này nữa rồi!". Một nhà làm phim khác cũng phân tích những thiếu sót trong chuyên môn điện ảnh của tác phẩm như việc lạm dụng yếu tố hài hước quá mức; các nhân vật chỉ được khắc họa ở bề nổi, không đi sâu vào được nội tâm; và việc nhịp phim, vốn được cho là rất quan trọng trong nghiệp vụ đạo diễn, đã bị bỏ qua hoàn toàn xuyên suốt chuyện phim. Các nhận xét về phim thời điểm công chiếu trailer còn liên hệ tác phẩm với bộ phim bị gán mác "thảm họa" năm 2011 Cảm hứng hoàn hảo và lên án Nàng men chàng bóng bởi việc sử dụng cùng một loại ý tưởng giống Cảm hứng hoàn hảo, đưa ra những nhận thức sai lầm về giới tính.
Tại thời điểm khởi chiếu rộng rãi, có nhiều người đã coi đây là "đỉnh điểm của "Thảm họa phim Việt"" và xếp bộ phim vào cùng với những "thảm họa điện ảnh" khác như Hello cô Ba, Lệnh xóa sổ, Chuông reo là bắn,... trong bối cảnh các phim Việt "hài nhảm" trở nên phổ biến và nhận phải chỉ trích từ người xem. Nhiều khán giả đã gọi bộ phim như "cú vả thật sự vào mặt khán giả", "gáo nước lạnh dội vào điện ảnh Việt" hay "nỗi sỉ nhục đối với nền điện ảnh nước nhà". Đây cũng được cho là tác phẩm làm "hạ bệ" tên tuổi của các diễn viên chính tham gia. Có nhiều ý kiến đã đả kích thông điệp của phim về người đồng tính khi "làm ảnh hưởng xấu đến hình ảnh của một cộng đồng có thật". Bài viết báo điện tử VietNamNet thì liệt kê Nàng men chàng bóng vào trong số "5 "Mâm xôi vàng" của phim Việt 2012", với lời nhận xét rằng: "[Bộ phim] đã có "công trạng" góp phần giúp điện ảnh Việt có thêm nhiều từ ngữ mới phát sinh: phim "siêu nhảm", phim "đại thảm họa" [...] vượt trên các đối thủ khi bạo gan và hồn nhiên diễn đạt cách nhìn méo mó, lệch lạc về đồng tính".
Hầu hết đánh giá chuyên môn của các tờ báo trong nước về bộ phim đều là tiêu cực. Báo VnExpress đã gọi đây là "thảm họa chúa của phim Việt", dành những lời nhận xét tiêu cực về bộ phim "là một sự chắp ghép rời rạc những màn hài kịch nhạt nhẽo [...] "cù nách" khán giả rồi bảo "cười đi""; "bóp méo giới tính, áp đặt câu chuyện tới mức sửng sốt"; kịch bản phim "dễ dãi" hơn những thảm họa phim Việt ra mắt trước đó với "quá nhiều tình tiết phi lý, phản cảm và cách xử lý hời hợt như một trò đùa". Người viết cũng chỉ ra lỗi kĩ thuật về âm thanh, cắt dựng chuyển cảnh "quá cẩu thả vội vàng", đồng thời cho rằng đạo diễn Võ Tấn Bình thông qua Nàng men chàng bóng đã góp phần "kéo điện ảnh nước nhà đi xuống" và nhận định đây là một hướng đi "đáng thất vọng" của cả hai diễn viên chính Ngọc Diệp và Kiến Huy. Trong khi đó, cây bút Cát Khuê của tờ Tuổi Trẻ thì so sánh bộ phim như một "giọt nước tràn ly [...] khi thị trường điện ảnh Việt Nam có thêm một phim hài dạng... siêu nhảm!". Tuy chỉ ra những ưu điểm của phim về mặt diễn xuất, quay phim, hành động, song tác giả vẫn nhìn nhận tác phẩm "được làm khá tùy tiện [...] bất chấp những chuẩn mực thông thường nhất của ngôn ngữ điện ảnh", và có quá nhiều màn tung hứng kiểu tấu hài giữa các nhân vật khiến phim "không có điểm dừng, thiếu sự kiểm soát". Bài viết cũng suy luận rằng đạo diễn là người duy nhất chịu lỗi cho chất lượng của bộ phim, bởi trong dự án này, Võ Tấn Bình không hề có áp lực từ nhà sản xuất hay nhà đầu tư khi chọn lựa diễn viên và bối cảnh. Trong một đánh giá nhẹ nhàng hơn, tác giả Văn Bảy của báo Thể thao & Văn hóa đã ghi nhận những điểm cộng của phim khi so với các tác phẩm thuộc dòng "hài nhảm" ở một số quốc gia Châu Á khác, dù còn  đôi chỗ mà người viết cho là chưa hợp lý, "khiên cưỡng", "gượng ép", và xét về mặt tổng quan bộ phim "giống phim "hài nhảm" Hồng Kông [...] hơi nửa vời".
Đáp trả lại dư luận tiêu cực, đạo diễn Võ Tấn Bình trong một bài phỏng vấn đã lên tiếng bảo vệ bộ phim, cho biết có nhiều khán giả bày tỏ sự đón nhận tích cực đối với tác phẩm. Ông cũng cáo buộc các tờ báo đang dùng những lời nói "hằn học, ác ý" hoặc thậm chí là "mạt sát" nhắm tới phim, và khẳng định sẽ sẵn lòng mời những người chưa xem phim nhưng có lời "chê bai" đến xem bộ phim cùng ông để "hiểu rõ hơn thế nào là dư luận... chê".